# Canton de Rouen-1
Le canton de Rouen-1 est une circonscription électorale française du département de la Seine-Maritime. Sa délimitation a été modifiée par le décret du 27 février 2014. Elle tient lieu de circonscription d'élection des conseillers départementaux et entre en vigueur lors des premières élections départementales suivant la publication du décret.

## Histoire
Un nouveau découpage territorial de la Seine-Maritime entre en vigueur à l'occasion des premières élections départementales suivant le décret du 27 février 2014. Les conseillers départementaux sont, à compter de ces élections, élus au scrutin majoritaire binominal mixte. Les électeurs de chaque canton élisent au Conseil départemental, nouvelle appellation du Conseil général, deux membres de sexe différent, qui se présentent en binôme de candidats. Les conseillers départementaux sont élus pour 6 ans au scrutin binominal majoritaire à deux tours, l'accès au second tour nécessitant 12,5 % des inscrits au 1er tour. En outre la totalité des conseillers départementaux est renouvelée. Ce nouveau mode de scrutin nécessite un redécoupage des cantons dont le nombre est divisé par deux avec arrondi à l'unité impaire supérieure si ce nombre n'est pas entier impair, assorti de conditions de seuils minimaux. Dans la Seine-Maritime, le nombre de cantons passe ainsi de 69 à 35.

## Représentation

### Conseillers généraux de 1833 à 2015
| Période      | Période             | Identité                | Étiquette             | Qualité |
| ------------ | ------------------- | ----------------------- | --------------------- | --- |
| 1833         | 1871                | Henry Barbet            | Majorité dynastique   | Manufacturier, maire de Rouen Député (1831-1842, 1844-1846, 1863-1869) Pair de France                                                              |
| 1871         | 1877                | Étienne Nétien          | Républicain modéré    | Négociant - Maire de Rouen Député (1871-1876) |
| 1877         | 1883                | Edmond Chouillou        | Républicain           | Négociant à Rouen |
| 1883         | 1901                | Jules Capelle           | Rad.                  | Adjoint au Maire de Rouen |
| 1901         | 1907                | Ernest Borgnet          | Républicain modéré    | Directeur de la Caisse d'Épargne, conseiller municipal de Rouen Juge au Tribunal de commerce, Président de la Ligue du commerce Député (1902-1906) |
| 1907         | 1931                | Auguste Leblond         | Républicain modéré    | Négociant Maire de Rouen (1902-1914) Député (1910-1913) Sénateur (1913-1920)                                                                       |
| 1931         | 1937                | Roger Lazard            | Rad.                  | Directeur du Bon Génie à Rouen |
| 1937         | 1940                | Georges Emo (1883-1964) | Républicain           | Notaire - Fondé de pouvoir Ancien Président du Conseil d'arrondissement, Rouen Nommé membre du Conseil départemental en 1943                       |
|              |                     |                         |                       | |
| 1945         | 1958                | Marcel Lucas            | Républicain du centre | Négociant en tissus à Rouen |
| 1958         | 22 mai 1966 (décès) | René Doudet             | UNR                   | Adjoint au maire de Rouen |
| 26 juin 1966 | 1976                | Pierre Ricouard         | RI                    | Chef d'entreprise à Rouen |
| 1976         | 2008                | Serge Huguerre          | DVD puis UDF          | Courtier en publicité, adjoint au maire de Rouen de 1965 à 1988                                                                                    |
| 2008         | 2015                | Éric De Falco           | PS                    | Chirurgien-dentiste à Rouen |

### Conseillers d'arrondissement (de 1833 à 1940)
| Période                                  | Période | Identité                  | Étiquette                | Qualité |
| ---------------------------------------- | ------- | ------------------------- | ------------------------ | --- |
| 1833                                     | 1867    | Jourdain Jérôme Bademer   |                          | Négociant, adjoint au maire de Rouen                                                                                       |
| 1867                                     | 1870    | Alphonse Maze             |                          | Rentier à Rouen |
| 1870                                     | 1871    | Richard Waddington        | Républicain              | Filateur à Saint-Rémy-sur-Avre, juge au Tribunal de commerce de Rouen Élu conseiller général du canton de Darnétal en 1871 |
| 1871                                     | 1892    | Amédée Le Plé (1830-1906) | Républicain              | Médecin, Président de la société d'émulation libre du commerce et de l'industrie, conseiller municipal de Rouen            |
| 1892                                     | 1904    | Émile Rollet              | Républicain              | Conseiller municipal de Rouen Chef de bataillon au 21e régiment d'infanterie territoriale, Rouen                           |
| 1904                                     | 1928    | Henri Duchemin            | Républicain progressiste | Propriétaire à Rouen Elu en 1922 au bénéfice de l'âge                                                                      |
| 1928                                     | 1937    | Georges Emo               | Union nationale AD       | Fondé de pouvoir, Rouen |
| 1940                                     |         |                           |                          | Les conseils d'arrondissement ont été suspendus par la loi du 12 octobre 1940 et n'ont jamais été réactivés                |
| Les données manquantes sont à compléter. |         |                           |                          | |

### Conseillers départementaux depuis 2015
| Période élective | Période élective | Mandat | Mandat   | Identité                | Nuance | Nuance | Qualité                                                                                  |
| ---------------- | ---------------- | ------ | -------- | ----------------------- | ------ | ------ | ---------------------------------------------------------------------------------------- |
| 2015             | 2021             | 2015   | 2021     | Jean-François Bures     |        | LR     | Conseiller municipal de Rouen (2014-2021)                                                |
| 2015             | 2021             | 2015   | 2021     | Marine Caron            |        | UDI    | Présidente des jeunes UDI de Seine-Maritime, conseillère municipale de Rouen             |
| 2021             | 2028             | 2021   | en cours | Marie Fouquet           |        | PS     | Directrice d'école, conseillère municipale de Rouen                                      |
| 2021             | 2028             | 2021   | en cours | Valentin Rasse Lambrecq |        | PS     | Cadre du secteur privé, conseiller municipal délégué chargé des quartiers Ouest de Rouen |

### Résultats détaillés

#### Élections de mars 2015
À l'issue du 1er tour des élections départementales de 2015, deux binômes sont en ballottage : Jean-François Bures et Marine Caron (Union de la Droite, 36,56 %) et Sarah Balluet et Eric De Falco (PS, 30,98 %). Le taux de participation est de 47,40 % (8 525 votants sur 17 984 inscrits) contre 49,48 % au niveau départemental et 50,17 % au niveau national.
Au second tour, Jean-François Bures et Marine Caron  (Union de la Droite) sont élus avec 52,56 % des suffrages exprimés et un taux de participation de 44,65 % (3 928 voix pour 8 030 votants et 17 985 inscrits).

#### Élections de juin 2021
Le premier tour des élections départementales de 2021 est marqué par un très faible taux de participation (33,26 % au niveau national). Dans le canton de Rouen-1, ce taux de participation est de 31,86 % (5 874 votants sur 18 438 inscrits) contre 32,19 % au niveau départemental. À l'issue de ce premier tour, deux binômes sont en ballottage : Jean-François Bures et Marine Caron (Union au centre et à droite, 37,97 %) et Marie Fouquet et Valentin Rasse Lambrecq (PS, 37,39 %).
Le second tour des élections est marqué une nouvelle fois par une abstention massive équivalente au premier tour. Les taux de participation sont de 34,36 % au niveau national, 32,06 % dans le département et 33,09 % dans le canton de Rouen-1. Marie Fouquet et Valentin Rasse Lambrecq (PS) sont élus avec 50,97 % des suffrages exprimés (2 956 voix pour 6 102 votants et 18 439 inscrits),,. 

## Composition
Le nouveau canton de Rouen-1 comprend une fraction de la commune de Rouen.
| Nom                           | Code Insee | Intercommunalité          | Superficie (km2) | Population (dernière pop. légale)                 | Densité (hab./km2) | Modifier                                    |
| ----------------------------- | ---------- | ------------------------- | ---------------- | ------------------------------------------------- | ------------------ | ------------------------------------------- |
| Rouen (bureau centralisateur) | 76540      | Métropole Rouen Normandie | 21,38            | Fraction : 41 742 (2022) Commune : 116 331 (2022) | 5 441              | modifier les données · modifier les données |
| Canton de Rouen-1             | 7628       |                           |                  | 41 742 (2022)                                     |                    | modifier les données                        |

La partie de la commune de Rouen intégrée dans le canton est celle située à l'ouest d'une ligne définie par l'axe des voies et limites suivantes : depuis la limite territoriale de la commune de Bois-Guillaume, route de Neufchâtel, boulevard de l'Yser, boulevard de la Marne, rue Jeanne-d'Arc, rue Guillaume-le-Conquérant, place du Vieux-Marché, rue du Vieux-Palais, place Martin-Luther-King, rue Herbière, rue André-Gide, rue de la Vicomté, rue aux Ours, rue Jeanne-d'Arc, pont Jeanne-d'Arc, avenue Jacques-Cartier, place Joffre, avenue de Bretagne, boulevard de l'Europe, rue des Murs-Saint-Yon, place Saint-Clément, rue Saint-Julien, place des Chartreux, jusqu'à la limite territoriale de la commune du Petit-Quevilly.

## Démographie

### Démographie avant 2015
| 1962 | 1968 | 1975 | 1982 | 1990   | 1999   | 2006   | 2011   | 2012   |
| ---- | ---- | ---- | ---- | ------ | ------ | ------ | ------ | ------ |
| -    | -    | -    | -    | 18 257 | 19 964 | 21 139 | 21 190 | 21 108 |

### Démographie depuis 2015
En 2022, le canton comptait 41 742 habitants, en évolution de +10,76 % par rapport à 2016 (Seine-Maritime : +0,35 %, France hors Mayotte : +2,11 %).
| 2013   | 2018   | 2022   |
| ------ | ------ | ------ |
| 37 826 | 38 073 | 41 742 |